# Acid clorosulfonic
Acidul clorosulfonic (cunoscut de asemenea și ca acid clorosulfuric) este un compus anorganic, cu formula chimică HSO3Cl; această moleculă tetraedrică este un intermediar, chimic și conceptual, între SO2Cl2 și H2SO4. Este un lichid incolor, distilabil care trebuie manipulat cu atenție, fiind o substanță higroscopică și un puternic agent lacrimogen. 
A fost sintetizat pentru prima oară în anul 1854 de către Williamson, prin acțiunea pentaclorurii de fosfor asupra acidului sulfuric; ulterior, va fi rezultatul acțiunii directe a acidului clorhidric asupra trioxidului de sulf. Acest acid poate fi preparat, de asemenea, prin distilarea tetraclorurii de carbon cu acid sulfuric oleum. Reacționează violent în contact cu apa, producând vapori toxici de acid clorhidric și acid sulfuric ce pot irita ochii, membranele mucoase, pielea, precum și tractul respirator. 
Prezintă numeroase întrebuințări industriale, fiind utilizat la fabricarea sulfamidelor, diureticelor și altor medicamente, pigmentilor și vopselelor, dezinfectanților, îndulcitori artificiali (zaharină), precum și în industria textila și a hârtiei.

## Descoperire
Acidul clorosulfonic a fost sintetizat pentru prima oară de către Alexander William Williamson (1824-1904) în anul 1854, fiind rezultatul chimic al reacției dintre pentaclorura de fosfor și acid sulfuric concentrat, apoi prin acțiunea directă a acidului clorhidric asupra trioxidului de sulf. Alte metode de preparare includ distilarea acidului sulfuric fumans (oleum) cu pentoxid de fosfor într-un mediu cu HCl gazos; acțiunea triclorurii de fosfor sau oxiclorura, clor, clorura de tionil sau monoclorura de sulf asupra acidului sulfuric fumans; reacția unui amestec de dioxid de sulf și clor cu acidul acetic glacial; sau reacția tetraclorurii de carbon cu acid sulfuric fumans.
Descoperirea acestei substante a fost facuta in conformitate cu formula gerhardtiana.

### Nomenclatură
Conform IUPAC, denumirea acestui acid este acid sulfoclorhidric; este cunoscut de asemenea și ca acid clorosulfuric, însă numele de acid clorosulfonic este denumirea comercială cea mai cunoscută; alte denumiri pentru această substanță sunt clorhidrina sulfurică, acid sulfuric clorhidrat, acid monoclorosulfuric, acid monoclorosulfonic, hidroxiclorat de sulfuril.

## Producere
Centrele industriale moderne produc acidul clorosulfonic prin combinarea directă a unor cantități echimolare de trioxid de sulf și acid clorhidric gazos, iar datorită naturii foarte exotermice și a procesului aflat sub flux continuu, înlăturarea căldurii este esențială pentru menținerea unei temperaturi de reacție la 50-80C. Trioxidul de sulf poate fi utilizat în forma lichidă în procent de 100% sau ca și un amestec gazos mixt diluat; de asemenea, conținutul de acid clorhidric trebuie să fie conținut în aceleași condiții de diluție:
HCl + SO3 → ClSO2OH
Reactorul chimic poate fi o coloană prevăzută cu un condensator cu un sistem de răcire bazat pe apă pentru a modera puterea reacției, evitând astfel descompunerea produsului. Uzina chimică trebuie să conțină materiale non-corozive precum sticla, oțelul armat cu sticlă, smalț sau oțel îmbrăcat în politetraetilenă, pentru ca acidul clorosulfonic să nu fie contaminat cu fier. Acidul clorosulfonic poate fi depozitat și transportat în containere din oțel, însă în acest caz conținutul de fier ar fi între 25-50 ppm, în condițiile în care analiza chimică a acidului clorosulfonic indică o concentrație de doar 5-50 ppm a fierului.
Producția anuală de acid clorosulfonic a crescut în mod substanțial după cel de-al Doilea Război Mondial datorită expansiunii industriei detergenților sintetici, vopselurilor, medicamentelor și pesticidelor. La nivel mondial, sunt aproximativ douăzeci de fabricanți ai acidului clorosulfonic: în Statele Unite ale Americii sunt doi producători importanți (El DuPont de Nemours Co Inc, >30.000 tone/an-1 și Gabriel Chemical Co, >13.000 tone/an); prețul acidului clorosulfonic a crescut de la aproape 209$/t în 1977 la 389$/t în 1991..

## Proprietăți fizice
Acidul clorosulfonic este un lichid incolor sau cu o ușoară nuanță aurie, care fumegă în aer și se descompune treptat la punctul său de fierbere. Proprietățile fizice ale acestuia variază în funcție de componentele care au fost folosite la fabricarea acestuia; dificultatea obținerii unei probe pure de acid clorosulfonic se datorează instabilității sale atunci când se atinge punctul de fierbere, chiar și la presiune redusă, care tinde să distrugă molecula decât să o purifice. Cu toate acestea, s-au obținut mostre pure ale acestei substanțe prin cristalizare fracțională. 
Este un acid puternic, cu proprietăți toxice și corozive, cu miros înțepător, fiind utilizat ca agent higroscopic, oxidant și clorinant. Solubil în halocarburile ce conțin hidrogen, precum cloroformul, diclormetanul și 1,1,2,2-tetracloroetanul, însă este parțial solubil în tetraclorură de carbon și disulfura de carbon. Totodată, prezintă solubilitate în dioxiul de sulf lichid, clorura de sulfuril, acid acetiv, anhidrida acetică, acid trifluoroacetic, anhidrida trifluoroacetică și nitrobenzen. 
Este considerat a fi un lichid non-inflamabil, însă incompatibilitatea sa față de numeroși factori, inclusiv apa, prezintă motive de îngrijorare privind riscurile de incendiu și explozii. Se descompune violent în contact cu apa, acizii sau alcoolii, precum și cu fosforul și azotatul de argint. Încălzit, se va descompune și vor rezulta emisii gazoase toxice de oxid de clor și oxid de sulf; totodată, este incompatibil cu materiale combustibile comune (precum lemnul, hârtia și uleiuri).
Structura acidului clorosulfonic a fost demonstrată de către Dharmatti, care arătase prin măsuri ale susceptibilității magnetice că atomul de clor a fost atașat în mod direct de atomul de sulf, dovedind în continuare structura sa prin studiile spectrale Raman.

## Proprietăți chimice
Acidul clorosulfonic este un acid puternic, care prezintă o legătură relativ slabă dintre sulf și clor. În condiții de umiditate în aer, acesta va fumega, producând nori de acid clorhidric și acid sulfuric. S-a demonstrat că acidul clorosulfonic este mai puțin acid decât HSO3F, dar că aciditatea sa este mai mare decât cea a acidului sulfuric. Cea mai puternică aciditate a acestuia, alături de constanta dielectrică mare (60), precum și alte proprietăți indică faptul că este un potențial solvent pentru un număr de soluți inorganici și organici.  
Încălzirea acestui acid determină descompunerea parțială în clorură de sulfuril, acid sulfuric, trioxid de sulf, acid pirosulfuric, acid clorhidric, clorură de pirosulfuril, precum și alți compuși. La temperatura de 170 C, se stabilește un echilibru între acidul clorosulfuric, clorura de sulfuril și acidul sulfuric.  Dioxidul de sulf și clorul nu sunt observate atunci când acidul este încălzit între 170-190C, însă prezența lor poate fi determinată dacă sunt încălzite la temperaturi mai înalte sau dacă această încălzire are loc într-un tub etanș.
Asemeni acidului fluorosulfuric, acidul clorosulfonic poate fi supus autoprotolizei. 

### Reacții cu compuși anorganici
Atunci când acidul este tratat cu pentoxid de fosfor, acesta devine clorură de pirosulfuril (Cl2S2O5); în prezența sărurilor mercurice sau a altor catalizatori, acidul se descompune cantitativ în clorură de sulfuril și acid sulfuric. 
În contact cu sulf, arseniu, stibiu, aluminiu reacționează ca un agent clorinator și extrage diclorura de sulf și tetraclorurile celorlalte elemente. Pudrele de telur sau seleniu pot fi utilizate în detectarea acestuia, datorită culorii roșii, asemeni cireșei, respectiv culorii verzi.

## Compuși asemănători
- FSO2OH este un acid puternic care indică o ușoară tendință de evoluție în HF.
- Acidul bromosulfonic , BrSO2OH, este instabil, descompunându-se la punctul său de topire de 8 °C în Br2, SO2 și H2SO4.
- Acidul iodosulfonic este necunoscut din punct de vedere al proprietăților.

## Aplicații
Acidul clorosulfonic este utilizat în producerea detergenților sintetici, precum sulfații alchenelor sau uleiurilor nesaturate, polioxipropilenul de glicol, alcoolii de catenă lungă, alchilarele sau eterii de alchil difenil. De asemenea, este un produs foarte utilizat în producerea agenților antibacterieni sulfonamidici, diureticelor și a altor produse farmaceutice, pesticide, îndulcitori artificiali (zaharina), dezinfectanți, vopseluri și pigmenți.

### Producția de medicamente
Încă de la descoperirea acțiunii antibacteriene a sulfamidelor în anul 1935, 15000 de derivate ale acestora au fost sintetizate, fiind primii agenți sintetici antibacterieni care au fost foarte eficienți în medicamentația umană.

### Îndulcitori sintetici
Zaharina (sulfimida o-benzoica) a fost primul compus organic dezvoltat comercial, cu proprietăți de îndulcire mult mai potente decât ale sucrozei. A fost descoperită în 1879 de către Remsen și Fahlberg.

## Aspecte de sănătate și securitate

Simbolul pentru substanțe iritante

Simbolul pentru substanțe toxice

Simbolul pentru substanțe periculoase pentru mediul înconjurător

Acidul clorosulfonic reprezintă un factor de risc asupra sănătății mediului înconjurător în timpul transportului, depozitării sau distrugerii sale; în aproape oricare dintre aceste operațiuni, amenințarea expunerii mediului este dependentă de manipularea adecvată a acestei substanțe chimice. Deversările accidentale pot conduce la incendii, explozii și posibila contaminare a mediilor de viață (sol, apă și aer). 
Efectele ecologice acute pot include decesul animalelor, păsărilor sau peștilor, precum și încetinirea creșterii plantelor sau moartea acestora; aceste efecte sunt observate la 2-4 zile de la expunerea animalelor sau plantelor la acest acid. Efectele pe termen scurt asupra vieții acvatice, plantelor, păsărilor sau animalelor terestre nu au putut fi evaluate datorită datelor insuficiente.
Acidul clorosulfonic reacționează exploziv cu apa, producând nori de acid clorhidric și acid sulfuric; vaporii înțepători sunt toxici și foarte iritanți în contactul cu ochii, membranele mucoase, pielea și tractul respirator. Datorită reacției violente în contact cu apa, contactul cu ochii poate cauza arsuri severe și, dacă nu e îndăpartat imediat și complet, poate cauza pierderea definitivă a vederii. Poate cauza conjunctivită, chiar și în formă gazoasă. 
Expunerea la această substanță se face fie prin inhalare, fie prin ingestie; este posibil să fie absorbit de către piele dacă se permite contactul, deși proprietățile sale corozive determină un contact extrem de dureros, absorbția fiind improbabilă. În contact cu pielea, acest acid poate provoca dermatite de contact, iar în funcție de nivelul de perspirație al pielii, rapiditatea acțiunii corozive poate fi afectată. 
Inhalarea vaporilor pot duce la pierderea cunoștiinței, însoțită de lezarea fatală a țesutului pulmonar; proprietățile iritante și corozive pot duce la edem pulmonar.
Atunci când se utilizează reactivul, echipamentul protector, mânușile și ochelarii de protecție sunt necesare datorită acțiunii foarte corozice ale acestui acid, cauzându-se arsuri puternice în contactul cu pielea. 
Experimentele care necesită acid clorosulfonic trebuie făcute sub nișe eficiente; acidul în sine nu este o substanță inflamabilă, însă poate produce incendii în contact cu materialele combustibile datorită căldurii de reacție. Scurgerile trebuie diluate cu foarte mare atenție cu volume mari de apă. Absorbirea acestuia în diverse materiale, precum pământul diatomaceic, nisip sau un amestec de cenușă și leșie este eficient, în special datorită reacției de neutralizare care va fi inițiată în contactul cu leșia.
În urma contactului cu ochii, aceștia trebuie irigați cu apă imediat pentru cel puțin 15 minute, ocazional  mișcând pleoapele în sus și în jos. Contactul cu pielea necesită îndepărtarea hainelor contaminate și spălarea pielii cu apă și săpun. Dacă s-a produs inhalarea acidului clorosulfonic, victima trebuie îndepărtată expunerii gazoase, ventilația trebuie asigurată; înghițirea presupune administrare de lapte sau apă, iar victimei nu trebuie să i se inducă voma.